# Три креста (гравюра Рембрандта)
«Три креста» (нидерл. De drie kruisen) — одна из самых знаменитых композиций выдающегося голландского художника Рембрандта Харменса ван Рейна, выполненная им в графике, в технике офорта.
Композиция известна в пяти «состояниях» (фиксирующих последовательные авторские изменения обработки гравировальной «доски»). Рембрандт всегда сам печатал свои офорты с последующей доработкой и число таких «состояний» иногда доходило до десяти-двенадцати, что было исключительным в практике гравирования того времени.
Подписанным и датированным состоянием композиции «Три креста» является только третье, возможно, остальные Рембрандт считал промежуточными. Пятое состояние — очень редкое, известно всего пять оттисков. Композиция этого произведения отличается небывалым драматизмом. «Рембрандт изображал сцену Распятия многофигурной как событие вселенского значения».

## Композиция произведения
Распятие — центральная тема христианского искусства; изображение казни Иисуса Христа через распятие. Событие, завершающее Страстной цикл и предшествующее погребению и Воскресению Иисуса Христа. Сцена распятия Христа на кресте, на «месте лобном» — горе Голгофе вместе с двумя разбойниками — описана во всех четырёх Евангелиях (Мф 27:33—56; Мк 15:22-41; Лк 23:33-49; Ин 19:17-37).
Рембрандт изобразил сцену казни как триумф, победу жизни над смертью, придав композиции, пронизанной потоками «небесного света», особенно трагический и, одновременно, торжественный характер.
В рисунках и, особенно, в офортах Рембрандта «свет и тень создают поистине ирреальное, мистическое ощущение. Именно в графике техника Рембрандта стала необычайно свободной, полностью раскрепощённой. Офорты художника кажутся незавершёнными, эскизными, но это обманчивое ощущение. Если о живописи Рембрандта часто говорят, что её главная особенность — светотень, или „светящаяся тень“, то об офортах этого художника можно сказать, что их красота — в цвете, хотя формально они представляют собой чёрно-белую графику. Рембрандт, как никто другой, умел придавать цветность белой бумаге и чёрной тени, вернее густой, трепещущей сетке штрихов за счёт их разнонаправленности, многообразия тактильной текстуры и выпуклой густоты офортной краски (офортные оттиски отличаются еле заметной выпуклостью штрихов). Как и в живописи эти штрихи начинают вибрировать золотистым или серебристым цветом, создавая особенную тональную атмосферу».
Центральный образ — Христос в окружении двух распятых вместе с ним разбойников и Дева Мария, мать Иисуса, плачущая и поддерживаемая евангелистом Иоанном. Римские солдаты верхом на лошадях вместе со скорбящими окружают кресты. Луч света, символизирующий Божий свет с небес, пронзает затемнённое небо и окутывает распятую фигуру Христа.
Некоторые евангельские эпизоды Рембрандт не включил в композицию гравюры, например, эпизод, когда солдаты бросают жребий, кому достанутся одежды Христа. Вместо этого он заполнил передний план толпой людей, шокированными зрелищем казни. Слева видны римские воины верхом на конях, спешился и встал на колени только изумленный сотник. «Сотник же, видев происходившее, прославил Бога и сказал: истинно человек этот был праведник» (Евангелие от Луки, 23:47). Справа расположены последователи Христа. Дева Мария упала в обморок, Иоанн поднял вверх сжатые кулаки, охваченная горем Мария Магдалина ухватилась за крест.

## Техника и процесс работы над офортом
В различных состояниях офортной доски заметны изменения в расположении фигур; художник «заставляет появляться одних и исчезать других героев; изменяет, следуя логике евангельского повествования, освещение, создавая, таким образом, изобразительный аналог словесного текста… В „Трёх крестах“ движение времени, переданное благодаря смене освещения, играет особенно важную роль. Разница между третьим и четвёртым состояниями этой гравюры не имеет прецедентов в истории искусства. Она воплощает кульминацию трагедии… Разные состояния одних и тех же гравюр были, разумеется, известны и ранее, но никто до Рембрандта не пользовался этим свойством гравюры как художественным средством для создания столь многомерных, обладающих временны́м измерением, произведений искусства».
Рембрандт использовал комбинированную «манеру» (так в печатной графике называют совокупность технических приёмов): травление офортного штриха, начиная с третьего состояния, в сочетании с резцом и «сухой иглой» (непосредственное рисование на медной доске офортной иглой без последующего травления). Рембрандт выполнил работу в четыре этапа, усиливая эффекты светотеневых контрастов на каждом этапе.
Рембрандт сделал около шестидесяти отпечатков на первых трёх этапах: самые тёмные тени на произведении были выполнены «сухой иглой», а Христос и более светлые фигуры были награвированы заранее. При нанесении рисунка «сухой иглой» на медной доске остаются «барбы» (заусенцы по краям штриха). Если их не загладить, при печатании они захватывают дополнительное количество чёрной краски и на бумаге остаются бархатистые пятна, похожие на размывку кистью. Это придаёт гравюре особенную живописность. Ранее такой эффект считали браком, но Рембрандт использовал его сознательно. Усиливая живописность оттисков, Рембрандт также использовал «затяжки тона», снимая излишки краски с доски перед печатью неравномерно и кроме того применял тальк для высветления отдельных частей.
В последних вариантах фигура Девы Марии становится почти бестелесной, окружённой тьмой. Фигуры, вначале окружавшие её, были удалены, как и некоторые изображения римских воинов верхом на лошадях. Была добавлена мужская фигура в большой шляпе (также верхом на лошади), которая, как полагают, является фигурой, заимствованной из гравюры «Заговор Клавдия» Рембрандта. Самое драматическое изменение коснулось «небесного света», который оказался значительно померкнувшим в правой части композиции. Рембрандт, возможно, задумал контраст между небесным светом и окружающей его тьмой, чтобы отличить «хорошего» распятого разбойника от «плохого».
Каждое изменение в состояниях гравюры увеличивает важность фигуры Христа. В четвёртом и пятом состоянии Рембрандт печатал оттиски красками разного качества.
В четвёртом состоянии композиция подверглась глубокой переработке. Четвёртое состояние гораздо темнее, чем предыдущие. Мощные диагональные штрихи резца создают впечатление разодранного занавеса. Свет теперь падает только на фигуру Христа. Он изображён с открытым ртом. Исчезли некоторые персонажи и добавились новые. Слева от креста с Иисусом теперь стоит воин с поднятым мечом. Появилась вставшая на дыбы лошадь. Иоанн стоит с широко раскинутыми руками. 2 декабря 2008 года на аукционе Кристис этот офорт (IV состояние) был продан за 421 250 фунтов стерлингов.

## Четыре «состояния» офортной доски в пробных оттисках

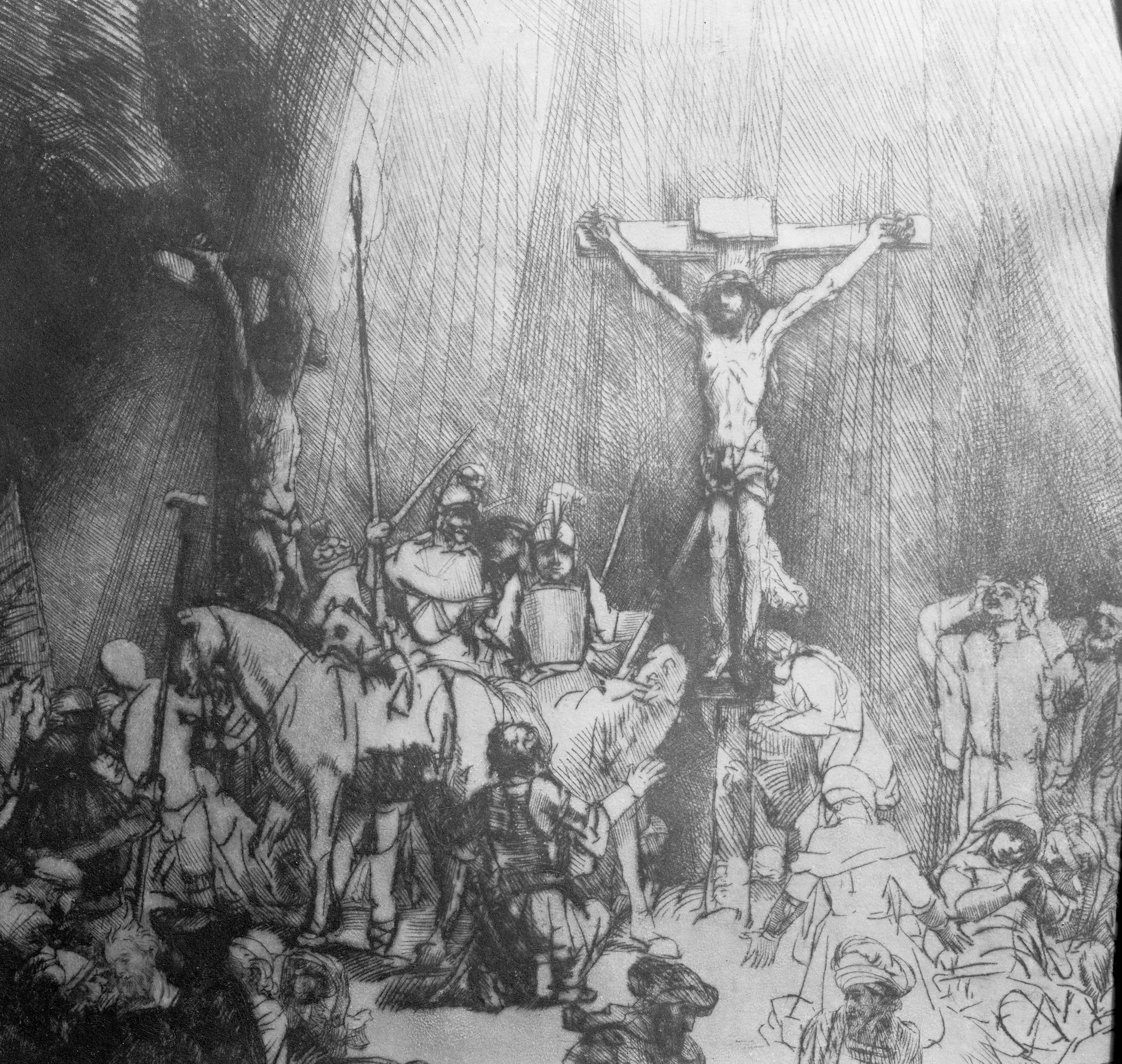
1-й вариант?
2-е состояние
3-е состояние
4-е состояние
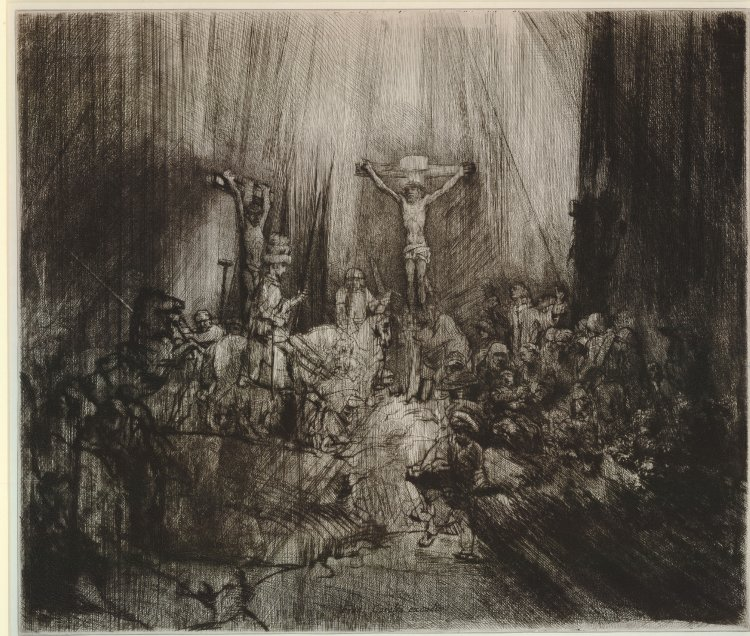
5-е состояние